# Xã Cherry Grove, Quận Warren, Pennsylvania
Xã Cherry Grove (tiếng Anh: Cherry Grove Township) là một xã thuộc quận Warren, tiểu bang Pennsylvania, Hoa Kỳ. Năm 2010, dân số của xã này là 216 người.